# ستيوارت إم. كامنسكي
ستيوارت إم. كامنسكي (بالإنجليزية: Stuart M. Kaminsky)‏ (29 سبتمبر 1934، شيكاغو في الولايات المتحدة - 9 أكتوبر 2009، سانت لويس في الولايات المتحدة)؛ كاتِب، سيناريست، صحفي، أستاذ جامعي وروائي أمريكي.

## روابط خارجية
- ستيوارت إم. كامنسكي على موقع IMDb (الإنجليزية)
- ستيوارت إم. كامنسكي على موقع قاعدة بيانات الفيلم (الإنجليزية)